# Kust van Coromandel

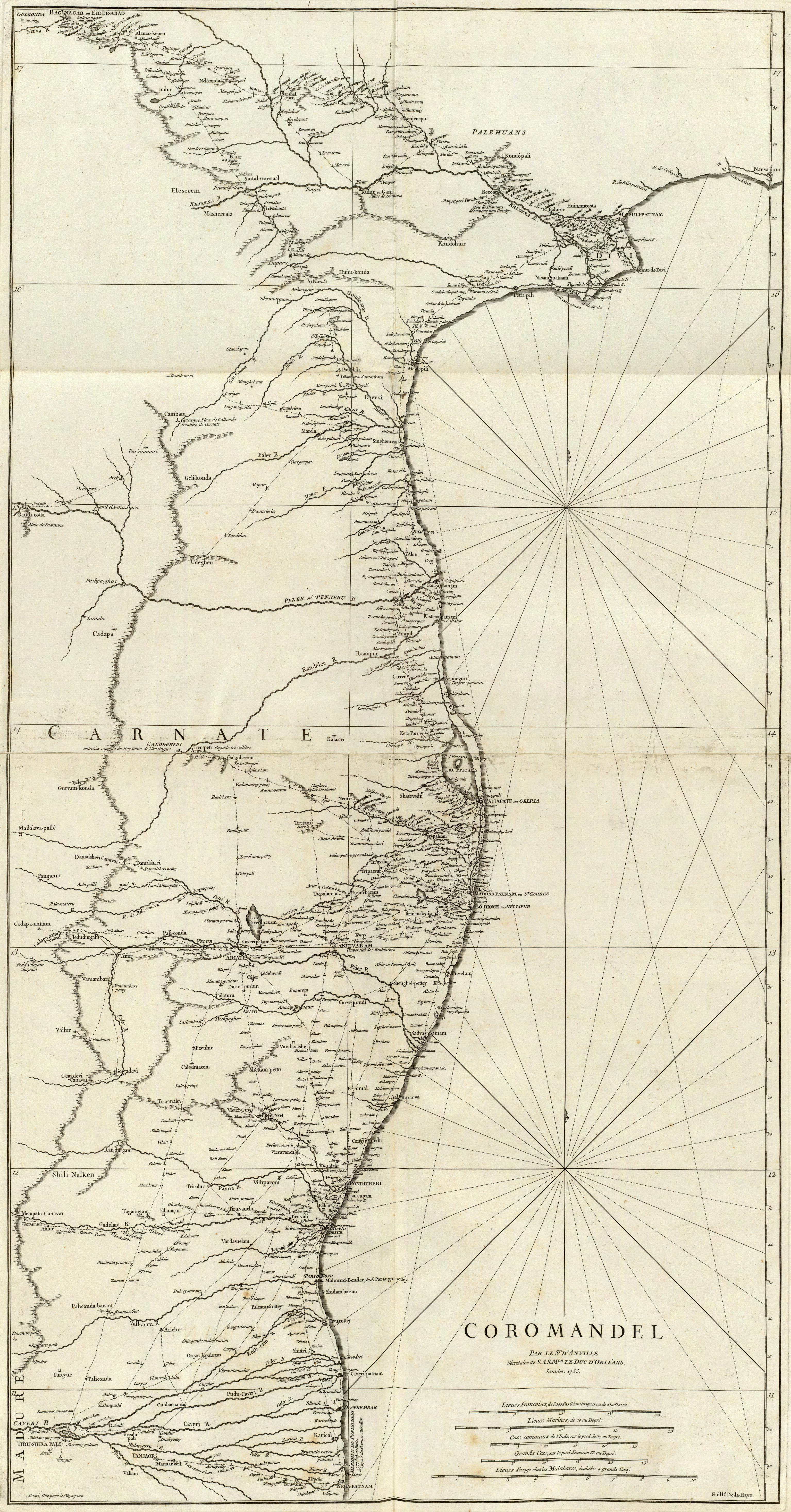
Franse kaart uit 1753

De kust van Coromandel is de zuidoostkust van India. Het wordt algemeen aangenomen dat de naam Coromandel afkomstig is van Chola Mandalam, wat in het Tamil regio van Chola's (een Zuid-Indische dynastie) betekent. De kust van Coromandel beslaat ruwweg het gebied tussen Point Calimere, in de staat Tamil Nadu in het zuiden en de delta van de Krishna, in de staat Andhra Pradesh in het noorden. Ook het unieterritorium Puducherry ligt aan deze kust.

## Geografie
De kust van Coromandel is over het algemeen zeer vlak en wordt door delta's van een aantal grote rivieren onderbroken, waaronder de Kaveri, de Palar, de Penner en de Krishna, die in de West-Ghats ontspringen en oostwaarts via het Dekanplateau en de kustvlakte van Tamil Nadu naar de Golf van Bengalen stromen. De alluviale vlakten van deze rivieren zijn vruchtbaar en worden dan ook veel voor landbouw gebruikt. Aan de kust van Coromandel liggen veel zeehavens, waaronder Chennai.

## Geschiedenis
In de Oudheid werd vanuit de streek al handel gedreven met het Romeinse Rijk in het westen. Luxegoederen uit India, zoals ivoor, wierook, edelstenen, parels en textiel, werden door Griekse en later Arabische handelaren naar het westen vervoerd. Verschillende steden en koninkrijken van het gebied worden in Griekse en Romeinse teksten genoemd. De Zuid-Indiase handelaren vormden in de middeleeuwen gilden, die een belangrijke positie in de maatschappij innamen. Niet alleen goederen uit India werden verscheept richting het westen. Men importeerde ook specerijen uit Zuidoost-Azië, om die naar het westen door te verkopen.
Militair gezien werd de kust beheerst door de Dravidische koninkrijken die in het achterland tot bloei kwamen. Drie dynastieën heersten over het gebied sinds de derde eeuw v.Chr.: de Chera's, Chola's en Pandya's. Tussen de vierde en zevende eeuw domineerden daarnaast de Pallava's vanuit Kanchipuram het noorden van de kust van Coromandel. De Pandya's, die vanuit Madurai regeerden, hadden een bloeiperiode tussen de zesde en negende eeuw. Tussen de negende en tiende eeuw werden de Pandya's en Pallava's echter compleet overschaduwd door de Chola's van Thanjavur, die als enige Zuid-Indiase dynastie een rijk stichtten dat zich tot in Zuidoost-Azië uitstrekte. In de twaalfde en dertiende eeuw hadden de Pandya's echter opnieuw de hegemonie.
Het christendom werd volgens de traditie door de apostel Tomas naar het gebied gebracht, in de eerste eeuw. De islam arriveerde in de achtste eeuw met Arabische handelaren.
Het gebied werd in de 14e eeuw herhaaldelijk geplunderd door de legers van het sultanaat Delhi. In het kielzog van deze verwoesting ontstond het Vijayanagararijk, dat het grootste deel van Zuid-India besloeg. Dit rijk viel in de 17e eeuw uiteen in enkele kleinere staatjes, zoals dat van de Nayaks van Madurai en Thanjavur.
De Europeanen hadden het gebied in de 14e en 15e eeuw (her)ontdekt. Zowel Portugezen, Britten (te Fort St. George en Machilipatnam), Nederlanders (in Machilipatnam, Pulicat, Negapattinam, Tuticorin en Sadras), Fransen (in Pondicherry, Karaikal en Nizampatnam) als de Denen (in Tranquebar) stichtten handelskolonies. Het belangrijkste exportproduct was katoen (sitsen, die gemaakt werden door wevers en ververs in de dorpen in het binnenland), en aan de meest zuidelijke kust, parels en schelpen. Met name de Britten en Fransen begonnen in de 18e eeuw hun invloed ook over het achterland uit te breiden, wat tot diverse militaire conflicten over de controle van Zuid-India leidde, waaronder de Carnatische oorlogen. Nederland droeg zijn kolonies in 1825 over aan Groot-Brittannië, zoals overeengekomen in het Verdrag van Londen.
De Britten wonnen uiteindelijk de controle over het gebied, dat ze regeerden als Madras Presidency. Deze kolonie werd in India opgenomen als Madras State, en later in deelstaten opgesplitst. Frankrijk behield tot 1954 de enclaves Pondicherry en Karaikal.
De tsunami op 26 december 2004 zorgde voor veel doden en verwoestte veel belangrijke gebouwen aan de kust van Coromandel.

## Gouverneurs van de Coromandel
- 1608 − 1610 Pieter Issack Eyloff
- 1610 − 1612 Johan van Wesicke
- 1612 − 1615 Wemmer van Berchem (†1653)
- 1616 Hans de Haze (1e termijn)
- 1616 − 1617 Samuel Kint
- 1617 − 1619 Adolf Thomassen
- 1619 − 1620 Hans de Haze (2e termijn)
- 1620 − 1622 Andries Soury (1e termijn)
- 1622 − 1624 Abraham van Uffelen
- 1624 − 1626 Andries Soury (2e termijn)
- 1626 − 1632 Maerten Isbrantszoon (1e termijn)
- 1632 Arent Gardenijs (1e termijn)
- 1633 − 1636 Maerten Isbrantszoon (2e termijn)
- 1636 − 1638 Carel Reyniersz (*1604-†1653)
- 1638 − 1643 Arent Gardenijs (2e termijn)
- 1643 − 1650 Arnold Heussen (*c.1605-†1660)
- 1650 − 1651 Laurens Pit (1e termijn)
- 1651 Jacob de With
- 1652 − 1663 Laurens Pit (2e termijn)
- 12 Juni 1663 − 1665 Cornelis Speelman (*1628-†1684)
- 1665 − 1676 Anthonie Paviljoen
- 1676 − 1679 Jacques Caulier
- 1679 − 1681 Willem Carel Hartsinck (†1695)
- 1681 − 1686 Jacob Joriszoon Pits
- 1686 − 1698 Laurens Pit de jonge
- 1698 − 1705 Dirk Coomans
- 1705 − 1710 Johannes van Steelandt
- 1710 − 1716 Daniel Bernard Guilliams
- 1716 − 1719 Adriaan de Visscher
- 1719 − 1723 Gerard van Westrenen
- 1723 − 1729 Dirk van Cloon (*1684-†1735)
- 1729 − 1733 Adriaan Pla
- 1733 − 1737 Elias Guillot
- 1738 − 1743 Jacob Mossel (*1704-†1761)
- 1743 − 1747 Galenus Mersen
- 1747 − 1753 Librecht Hooreman (*1708-†1774)
- 1753 − 1758 Steven Vermont
- 1758 − 1761 Lubbert Jan baron van Eck (*1719 − †1765)
- 1761 − 1765 Christiaan van Teylingen
- 1765 − 1773 Pieter Haksteen
- 1773 − 11 november 1781 Reynier van Vlissingen
- 1781 − 1784 Britse bezetting
- 1784 − 1789 Willem Blauwkamer
- 1790 − 20 Oktober 1795 Jacob Eilbracht[2]
- 1795 − 1818 Britse bezetting
- 1818 − 1824 F.C. Regel
- 1824 − 1 Maart 1825 Henry Francis von Söhsten (*1792-†1866)

Gouvernementen: Goudkust* · Nederlands Brazilië · Nederlandse Antillen · Nederlands-Guiana (Berbice* · Cayenne · Demerary* · Essequebo* · Pomeroon · Suriname*) · Nieuw-Nederland
Gebieden met een directeur: Maagdeneilanden
Gebieden met een baron: Tobago (geleend aan Cornelis Lampsins)
Factorijen / handelsposten: Arguin · Loango-Angolakust · Senegambia · Slavenkust
Gouvernementen: Amboina* · Banda* · Batavia* · Ceylon · Coromandelkust* · Formosa · Java's Noordoostkust* · Kaapkolonie* · Makassar* · Malakka* · Mauritius · Molukken*
Directoraten: Vestingen in Bengalen · Vestingen in Perzië · Suratte
Commandementen: Bantam* · Malabar · Sumatra's Westkust*
Residenten: Bandjarmasin* · Cheribon* · Palembang* · Pontianak*
Gebieden met een opperhoofd: Birma · Dejima* · Vestingen in Siam · Timor · Tonquin
Factorijen: Vestingen in China
Nederzettingen: Amsterdam eiland (incl. Smeerenburg) · Jan Mayen
Vestingen: Acadia · Fort Nassau · Zoutpannen in Venezuela
*: Gebieden ook in handen van de Bataafse Republiek geweest.